# Enciclopèdia Soviètica Azerbaidjanesa
L'Enciclopèdia Soviètica Azerbaidjanesa (en àzeri, Azərbaycan Sovet Ensiklopediyası, però en alfabet ciríl·lic, Азәрбајҹан Совет Енсиклопедијасы) és una enciclopèdia universal en deu volums publicada a Bakú (República Socialista Soviètica de l'Azerbaidjan) entre 1976 i 1987 per l'Acadèmia Nacional de Ciències de l'Azerbaidjan. Els directors editorials foren Rasul Rza i Jemil Kuliyev. S'havia programat la publicació d'un volum especial monogràfic sobre Azerbaidjan després dels deu volums del cos principal de l'enciclopèdia, però els problemes polítics i la crisi econòmica ho van impedir.

## Llista de volums amb la data de publicació
| Volum | Any  | Mots             |
| ----- | ---- | ---------------- |
| 1     | 1976 | А-БАЛЗАК         |
| 2     | 1978 | БАЛЗАМ-ГАЈДАР    |
| 3     | 1979 | ГАЈБІБОВ-ЕЛДАРОВ |
| 4     | 1980 | ЕЛДЭКЭЗ-ИТАВИРА  |
| 5     | 1981 | ИТАЛИЈА-КУБА     |
| 6     | 1982 | КУБА-МИСИР       |
| 7     | 1983 | МИСИЛ-ПРАДО      |
| 8     | 1984 | ПРАДО-СПРИНТ     |
| 9     | 1986 | СПУТНИК-ФРОНТОН  |
| 10    | 1987 | ФРОСТ-ШҮШТЭР     |